# اگر و تنها اگر

↔⇔≡⟺

علامت‌های منطقی برای نشان دادن اگر و تنها اگر

اگر و تنها اگر (به انگلیسی: If and only if) واژهٔ ربط و پیوندی در گزاره‌های دوشرطی در منطق است که دو گزاره را به هم پیوند می‌دهد. بدین سان دو گزارهٔ شرطی را پدیدمی‌آورد چنان‌که مقدم و تالی یکی از آن‌ها به ترتیب، تالی و مقدم دیگری است. یک گزارهٔ دوشرطی درست است مانند قضیه تالس، اگر و تنها اگر هر دو گزارهٔ سازمان دهندهٔ آن دارای ارزش راستی یکسان باشند؛ یعنی اینکه یا هر دو درست باشند یا هر دو نادرست و اگر جز این باشد، صورت گزارهٔ دوشرطی نادرست است.

## جدول درستی
در این جدول، "الف" مقدم و "ب" تالیِ دو گزاره در نظر گرفته شده‌است. الف {\displaystyle \leftrightarrow } ب گزارهٔ دوشرطی «الف اگر و تنها اگر ب» است. اگر "د" به معنی "درست" یا "راستگو" و "ن" به معنی "نادرست" یا "دروغگو" باشد، آنگاه جدول صدق برای جملات دوشرطی به این صورت است:
| الف | ب | الف {\displaystyle \leftrightarrow } ب |
| --- | - | -------------------------------------- |
| د   | د | د                                      |
| د   | ن | ن                                      |
| ن   | د | ن                                      |
| ن   | ن | د                                      |

## نمادها
در نوشتار، نمادهای منطقی مختلفی برای نمایش دوشرطی (به جای عبارت «اگر و تنها اگر»If and only if ) به کار می‌روند. این نمادها شامل «الف {\displaystyle \leftrightarrow } ب»، «الف{\displaystyle \iff }ب»، «الف {\displaystyle \equiv } ب» هستند که به صورت «الف اگر و تنها اگر ب» یا «الف اگر و فقط اگر ب» خوانده می‌شوند. همچنین «الف {\displaystyle \leftrightarrow } ب» را می‌توان به صورت «الف شرط لازم و کافی ب است» یا «ب شرط لازم و کافی الف است» خواند.